# Fitocenologija
Fitocenologija ili fitosociologija, disciplina je geobotanike koja se bavi istraživanjem udruživanja biljnih vrsta u biljne zajednice (u starijem nazivlju: formacije).
Fitocenologija proučava skupine biljnih vrsta koje se obično nalaze zajedno. Ima za cilj empirijski opisati vegetativno okruženje datoga područja. Određena zajednica biljaka smatra se društvenom jedinicom, proizvodom određenih uvjeta, sadašnjosti i prošlosti i može postojati samo kada su takvi uvjeti ispunjeni. 
Fitocenoza je biljna zajednica, a sastoji se od svih biljaka na određenom području. To je skup biljaka na području koje međusobno djeluju kroz natjecanje ili druge ekološke procese. Fitokoenzis ima distribuciju koja se može mapirati. Fitocenologija ima sustav za opisivanje i razvrstavanje ovih fitocenoza u hijerarhiju, poznatu kao sintaksonomija, a ovaj sustav ima nomenklaturu. 